# Macromural de Pachuca
Le Macromural de Pachuca de Pachuca, également appelé Macromural Pachuca se pinta, est une peinture murale recouvrant toute une partie du quartier de la Colonia Palmitas, dans la ville de Pachuca de Soto, dans l'état d'Hidalgo, au Mexique,.

## Histoire

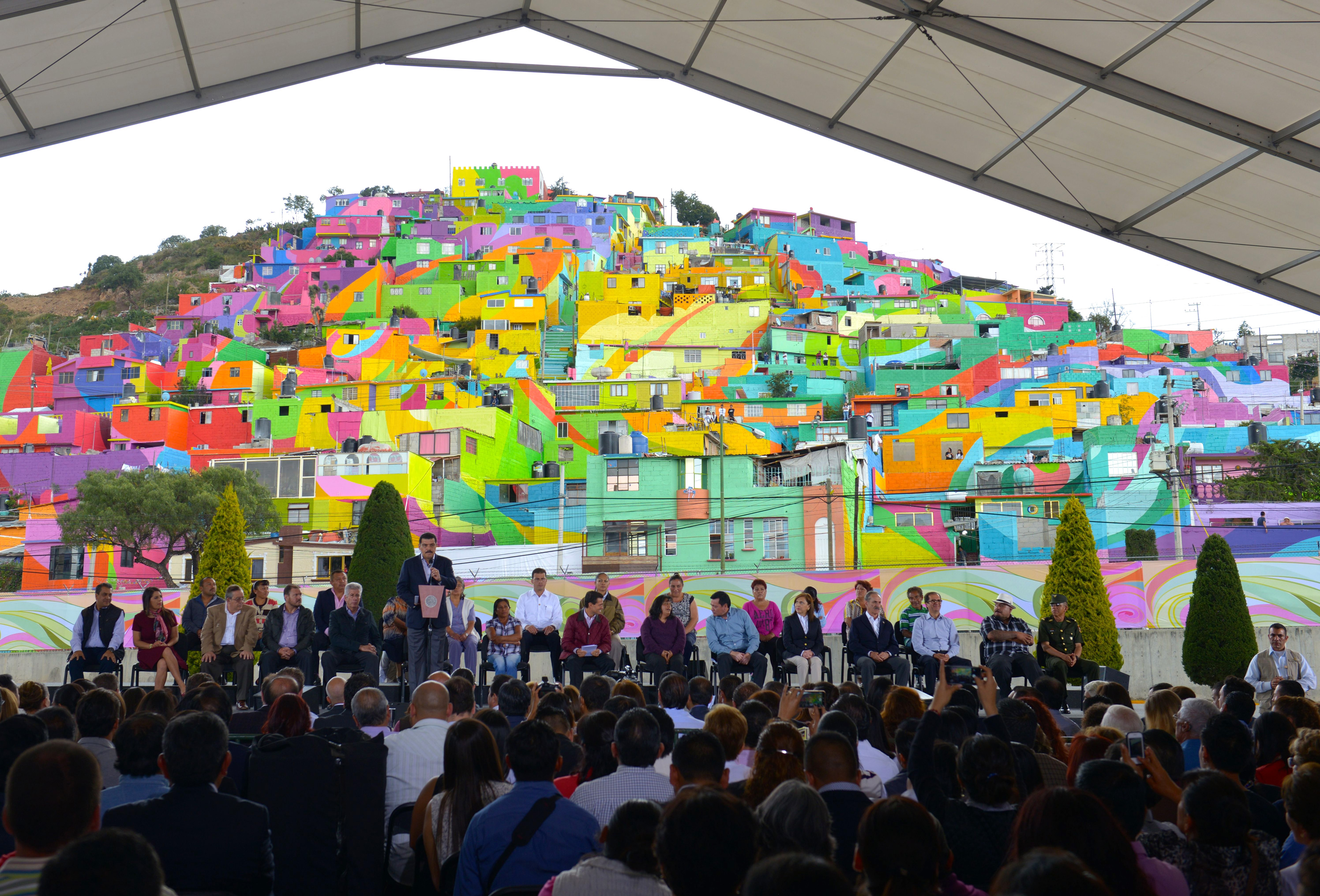
Inauguration du Macromural.

Le Secrétariat de l'Intérieur mexicain, à travers le programme Nos Mueve la Paz (« La paix nous fait avancer »), cherchait à mener des actions de prévention sociale de la violence en promouvant des pratiques pour la réappropriation de l'espace public et la récupération de quartiers grâce à la collaboration de différents niveaux de collectivités publiques,.
Le gouvernement a entrepris le projet à Palmitas en 2014 avec un budget de cinq millions de pesos. Le collectif Germen Crew, a été choisi pour la réalisation de ce projet. L'élaboration du Macromural a pris quinze mois. Il a été inauguré le 31 août 2015, en présence du président du Mexique et d'autres représentants publics.

## Description

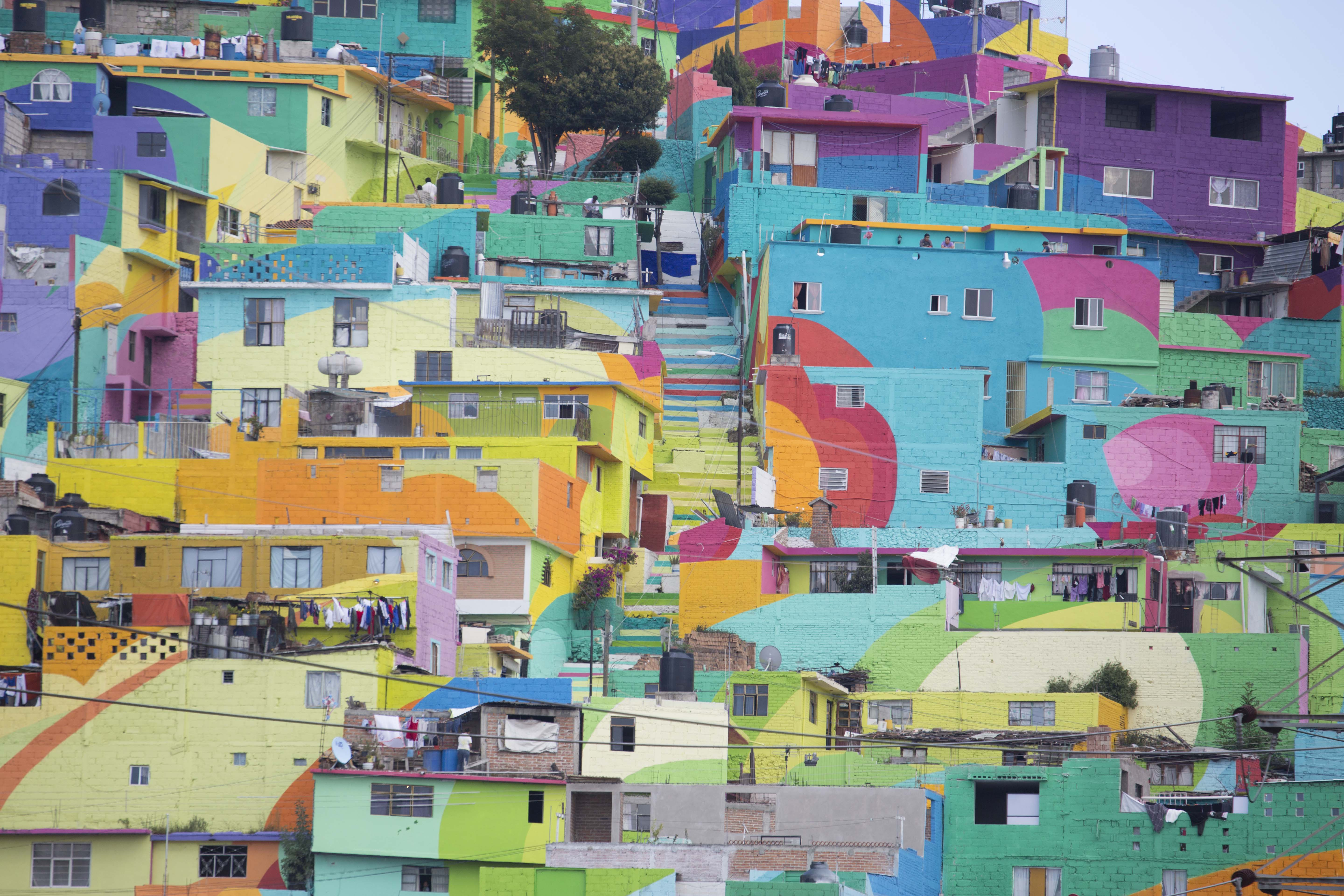
Détail de la peinture murale.

La peinture murale s'étend sur 209 maisons. Celles-ci ont été peintes sur une superficie de 20 000 m2 grâce à l'emploi de 190 couleurs. La technique utilisée est celle du graffiti. 1 800 habitants ont directement participé à l'élaboration, au profit de 452 familles.
Les bâtiments ont d'abord été entièrement peints en blanc. Les couleurs ont ensuite été réparties, suivies de détails uniques qui ne sont visibles que directement depuis les rues et les chemins du quartier.

## Impact
D'après les autorités, les délits dans le quartier ont baissé lors de la réalisation de l'œuvre,.